# Collectio Diessensis
Die Collectio Diessensis ist eine frühmittelalterliche Kanones-Sammlung, die in nur einer (unvollständigen) Handschrift erhalten ist. Die Sammlung enthält vor allem Synodal-Beschlüsse und verwandte Dokumente sowie einige Dekretalen. Ein Teil des Materials stammt, mindestens indirekt, aus der Collectio Dionysiana.

## Überlieferung
Nur ein unvollständiger Textzeuge der Collectio Diessensis ist heute erhalten (München, BSB, Clm 5508, einschließlich der Fragmente in Clm 29550/4). Insgesamt sind acht Lagen verloren gegangen, darunter die ersten beiden; ausweislich der fortlaufenden Nummerierung müssen am Anfang fünf weitere Dokumente gestanden haben.
In Clm 5580 folgt auf die Diessensis (fols. 1r-130v) eine Teilkopie der Collectio Frisingensis I (fols. 131r-213r). Wie Peter Landau feststellte, war das Auswahlkriterium für diese Texte, dass sie die Collectio Diessensis ergänzen sollten, da Überlappung weitgehend vermieden wurde.

## Inhalt und Vorlagen
In ihrer heutigen, fragmentarischen Form umfasst die Diessensis 66 Dokumente, vor allem griechische, afrikanische, römische und gallikanische Synodalakten, päpstliche Briefe von Siricius bis Hormisdas und einige symmachianische Dokumente, die ihren Ursprung im Laurentianischen Schisma des frühen 6. Jahrhunderts haben. Der jüngste enthaltene Text stammt von der Synode von Clichy des Jahres 626.
Als Vorlagen, denen diese Materialien entnommen wurden, dienten laut einem Kolophon drei Sammlungen. Friedrich Maassen identifizierte diese mit der Collectio Dionysiana, der Collectio Teatina und der Collectio Sanblasiana. Tilman Stüber konnte nachweisen, dass der Kompilator die Dionysiana nicht direkt, sondern vermittels der merowingischen Collectio Remensis kannte und argumentiert, dass diese Sammlung, die Teatina und eine (verlorenen) chronologischen Sammlung von Konzilsbeschlüssen als Vorlagen der Diessensis gedient hätten.

## Datierung und Lokalisierung
Die ältere Forschung hat Entstehung der Sammlung, wie häufig, kurz nach dem Datum des jüngsten enthaltenen Stücks (Clichy 626) angesetzt. Terminus post quem ist das Entstehungsdatum des einzigen erhaltenen Textzeugen. Wie Stüber argumentiert hat,  könnte das Kolophon darauf hindeuten, dass der Schreiber von Clm 5580 mit dem Kompilator der Diessensis identisch ist, was eine Entstehung in Salzburg Ende des achten Jahrhundert bedeuten würde. Dies wird paläographisch dadurch gestützt, dass die Sammlung von nur einer Hand geschrieben wurde.